# Із джунглів у джунглі
Із джунглів у джунглі (англ. Jungle 2 Jungle) — американська пригодницька кінокомедія 1997 року режисера Джона Пасквіна. Римейк французького фільму «Індіанець у Парижі» (1994). Сюжет майже дослівно повторює сюжет попередника, змінено лише місце дії — з Парижа на Нью-Йорк.

## Опис
Процвітаючий брокер Майкл Кромвель вирушає в амазонські джунглі, щоб отримати довгоочікуване розлучення. Але разом з жаданою свободою йому дістається тринадцятирічний син, про існування якого він і не підозрював. Новоспечений батько привозить його в Нью-Йорк. І тут виявляється, що хлопчик, вихований серед аборигенів, більше розбирається в дротиках і списах, ніж в світських манерах.

## У ролях
| Актор             | Роль              |
| ----------------- | ----------------- |
| Тім Аллен         | Майкл Кромвель    |
| Мартін Шорт       | Річард Кемпстер   |
| Сем Гантінгтон    | Мімі-Сіку         |
| Джобет Вільямс    | Патрісія Кромвель |
| Адам Лефевр       | Моррісон          |
| Лоліта Давидович  | Шарлотта          |
| Девід Огден Стірс | Олексій Йованович |
| Валері Махаффей   | Ян Кемпстер       |
| Лілі Собескі      | Карен Кемпстер    |
| Луїс Авалос       | Ейб               |
| Френкі Джалассо   | Ендрю Кемпстер    |
| Керол Шеллі       | Фіона Глокман     |
| Боб Діші          | Джодж Лангстон    |
| Домінік Кітінг    | Аєн               |
| Ронді Рід         | Сара              |

## Прийом
Сайт агрегації рецензій Rotten Tomatoes оцінює фільм у 19%, спираючись на відгуки 42 критиків. У консенсусі сайту йдеться про таке: «Тім Аллен проводить «Джунглі 2: Джунглі» роздратованим і пригніченим, відображаючи реакцію глядачів, які намагаються пройти через цю безглузду сімейну комедію».